# Tyrel Prenz
Tyrel Prenz (* 15. September 2003) ist ein deutscher Leichtathlet. 

## Karriere
Bei den U23-Europameisterschaften 2023 belegte er in der 4-mal-400-Meter-Staffel den siebten Platz. Bei den Europameisterschaften 2024 gewann er in der 4-mal-400-Meter-Staffel die Bronzemedaille als Vorläufer. Bei den Deutschen Hallenmeisterschaften 2024 belegte er im 400-Meter-Lauf den zweiten Platz.